# Sophie Schmidt
Pour les articles homonymes, voir Schmidt.
Sophie Schmidt, née le 28 juin 1988 à Winnipeg au Manitoba, de parents allemands, est une footballeuse internationale canadienne évoluant au poste de milieu de terrain.

## Biographie

### Carrière en club
Sophie Schmidt a huit ans quand elle commence à jouer au Soccer. Elle évolue comme joueuse juvénile dans le programme jeunesse du Abbotsford Rush en Colombie-Britannique. Elle est élue l'Athlète de l'année de la Colombie-Britannique en 2006.

#### NCAA
De 2007 à 2010, Schmidt joue pour les Pilots  de l'Université de Portland évoluant dans la Première Division NCAA. Sa prestation permet aux Pilots de gagner le championnat de sa conférence en  2007 et 2008 et de se rendre en quart-de-finale NCAA au cours des saisons 2007, 2008 et 2009. Elle est élue sur la première équipe d'étoiles NCAA en 2009 et sur  la deuxième équipe d'étoile en 2007.

#### W-League
De 2005 à 2010, durant la pause scolaire, Schmidt enfile le maillot des Whitecaps de Vancouver. Elle remporte un Championnat de la W-League avec les Whitecaps, en 2006.

#### WPS
Lors de la Saison 2011  elle évolue pour le magicJack dans la Women's Professional Soccer et aide son équipe à se rendre en demi-fninales lors des séries éliminatoires de fin de saison.

#### Damallsvenskan
En avril 2012, elle signe avec le club  Kristianstads DFF évoluant dans la Damallsvenskan (championnat suédois).

#### NWSL
Le 11 janvier 2013, elle est mise à disposition du Sky Blue FC, jouant dans la nouvelle National Women's Soccer League.

### Carrière en sélection nationale
En 2003, elle débute avec l'équipe canadienne des moins de 17 ans. Elle participe à la Coupe du monde féminine U-20 de 2004 et à la Coupe du monde féminine U-20 de 2006.  
En 2005, Sophie Schmidt fait ses débuts avec l'équipe nationale sénior du Canada. Elle apparait comme joueuse suppléante dans les trois matchs du Canada à la Coupe du monde 2007 et marque un but. Elle joue comme joueuse titulaire tous les quatre matches du Canada aux Jeux olympiques de 2008. Elle participe avec l'équipe du Canada à  la Coupe du monde de football féminin de 2011. Schmidt est également de l'effectif canadien lors du Tournoi de Chypre, des qualifications pré-olympiques de la Concacaf et lors des Jeux olympiques de 2012.
Elle est sélectionnée pour la Coupe du monde de 2015 et est titulaire pour les cinq matchs du Canada.

## Palmarès

### En équipe nationale
- Médaille d'or aux Jeux panaméricains 2011
- Médaille d'or lors du Championnat féminin de la CONCACAF 2010
- Médaille d'argent à la Coupe du monde de football féminin des moins de 20 ans de 2004
- Médaille d'or aux Jeux olympiques de Tokyo 2020.

### En club

#### Whitecaps de Vancouver
- Vainqueur du championnat de la W-League en 2006
- Finaliste au Final Four: 2005, 2010
- Championnat de conférence : 2005, 2006, 2010
- Championnat de division : 2005, 2006, 2010